# Pavilhão Municipal de Barcelos
Il Pavilhão Municipal de Barcelos è un palazzetto dello sport della città di Barcelos in Portogallo. Ha una capienza di 2.400 posti. 

## Eventi ospitati
- Campionato mondiale maschile di hockey su pista Barcelos 1982
- Campionati europei di hockey su pista 1985
- Final Four Coppa CERS 2015-2016
- Final Four Coppa Continentale 2018-2019